# Andrea da Albalate
Andrea da Albalate (in spagnolo Andrés de Albalat) (Albalate, ... – Viterbo, 1277) è stato un religioso e vescovo cattolico spagnolo.
Domenicano, divenne nel 1248 vescovo di Valencia e pochi anni dopo cancelliere di Giacomo d'Aragona. Predicò la guerra contro i Saraceni e prese parte al concilio di Lione (1274).